# Siruguppa
Siruguppa là một thị xã panchayat của quận Bellary thuộc bang Karnataka, Ấn Độ.

## Địa lý
Siruguppa có vị trí 15°38′B 76°54′Đ / 15,63°B 76,9°Đ Nó có độ cao trung bình là 373 mét (1223 feet).

## Nhân khẩu
Theo điều tra dân số năm 2001 của Ấn Độ, Siruguppa có dân số 42.862 người. Phái nam chiếm 51% tổng số dân và phái nữ chiếm 49%. Siruguppa có tỷ lệ 51% biết đọc biết viết, thấp hơn tỷ lệ trung bình toàn quốc là 59,5%: tỷ lệ cho phái nam là 60%, và tỷ lệ cho phái nữ là 43%. Tại Siruguppa, 15% dân số nhỏ hơn 6 tuổi.